# Чемерисское (Барский район)
Чемери́сское (укр. Чемериське) — село на Украине, находится в Барском районе Винницкой области.
Код КОАТУУ — 0520285603. Население по переписи 2001 года составляет 562 человека. Почтовый индекс — 23026. Телефонный код — 4341.
Занимает площадь 1,3 км².
В селе действует храм Святого Духа Барского благочиния Винницкой и Барской епархии Украинской православной церкви.

## Адрес местного совета
23026, Винницкая область, Барский р-н, с. Чемерисское, тел. 33-1-18.